# Сєлніца
Сєлніца (словац. Sielnica, угор. Szélnye) — село, громада в окрузі Зволен, центральна Словаччина. Кадастрова площа громади — 17,84 км². Населення — 1456 осіб (за оцінкою на 31 грудня 2017 р.). Протікає Сєлніцький потік.
Перша згадка 1250 року.

## Географія
Водойма — річка Грон.

## Населення
| Рік:            | 1994. | 2004.   | 2014.    | 2024.   |
| --------------- | ----- | ------- | -------- | ------- |
| Кількість осіб: | 1112  | 1197    | 1392     | 1419    |
| Різниця:        |       | +7,64 % | +16,29 % | +1,93 % |

| Рік:            | 2023. | 2024.   |
| --------------- | ----- | ------- |
| Кількість осіб: | 1415  | 1419    |
| Різниця:        |       | +0,28 % |